# Arabe tripolitain
L'arabe tripolitain est un dialecte de l'arabe maghrébin parlé dans la ville de Tripoli, en Libye.
L'arabe tripolitain moderne résulte de l'exercice, à partir du début du XVIIIe siècle, d'une forte influence des parlers bédouins environnants sur le parler sédentaire originel attesté dès le VIIe siècle et ce en raison des déplacements de populations initiés par le pouvoir ottoman. Ainsi, à la fin du XIXe siècle, le seul « parler sédentaire » (pré-hilalien) attesté à tripoli est le parler judéo-arabe local.
En raison de la forte influence bédouine, le parler tripolitain est considéré tantôt comme un « parler citadin fortement bédouinisé » tantôt comme un « parler bédouin avec certaines caractéristiques citadines pré-hilaliennes ». La différence entre le parler tripolitain et les parlers bédouins de Tripolitaine réside donc en la présence de certaines influences pré-hilaliennes, tel l'absence d'interdentales fricatives. Les deux parlers demeurent néanmoins parfaitement intelligibles.